# Mohamed Uld Abdelaziz
Mohamed Uld Abdelaziz [también Mohamed Ould Abdel Aziz o Muhammad Al-'Aziz] (Akjoujt, 1956) es un militar, general mauritano, presidente de su país desde 2009 hasta 2019, tras cumplir dos mandatos según la Constitución de Mauritania y sus intenciones de no reformarla para repetir como candidato. Fue el líder del golpe de Estado de agosto de 2008 que derrocó al gobierno democrático del Presidente Sidi Ould Cheikh Abdallahi, siendo nombrado por la Junta Militar como Presidente del Alto Consejo de Estado. Aunque se le considera el líder del golpe, el Consejo de Estado comunicó el 7 de agosto que la Presidencia de la República sería ejercida por todo el Consejo como órgano colegiado. Renunció a su cargo en abril de 2009 para presentarse como candidato en las elecciones de julio de ese año, las cuales ganó. Asumió el cargo de presidente el 5 de agosto de 2009.
El 22 de junio de 2021 fue detenido tras ser inculpado el 12 de marzo de delitos de corrupción, malversación de medios públicos y blanqueo de capitales, acusaciones que negó.

## Biografía
Se incorporó a las fuerzas armadas mauritanas en 1977 y asistió a una academia militar en Marruecos para su formación como oficial. Ascendió rápido en el escalafón militar y creó el cuerpo de élite, la guardia presidencial, denominada oficialmente Batallón de Seguridad Presidencial (BASEP), encargada de la custodia del Presidente de la República y las altas instituciones del Estado. Fue un militar clave para detener dos intentos de golpe de Estado en 2003 y 2004, por lo que recibió los más altos honores y distinciones dentro del ejército.

### Golpe de Estado en 2005
Durante el golpe de Estado del 3 de agosto de 2005, dirigido por Ely Ould Mohamed Vall, entonces director general de la Seguridad Nacional, y que derrocó al entonces presidente Maaouya Ould Sid'Ahmed Taya, el entonces Coronel Abdelaziz, comandante de la Guardia Presidencial, fue uno de los principales actores en la ejecución del golpe de Estado. En aquel momento, Abdelaziz fue descrito por un académico occidental como un líder de un grupo mauritano pannaserista, cuestionándose su compromiso con la democracia y la defensa de los derechos de las minorías étnicas. Fuentes del propio país manifestaron entonces que, al contrario de lo que se creía, fue la labor de Abdelaziz la que redujo el tiempo que duró la Junta Militar creada como Consejo para la Reforma Democrática, de la que fue miembro, y permitió el paso a un sistema democrático.

### Bajo la Presidencia de Sidi Ould Cheikh Abdallahi
El Presidente Abdallahi ascendió a Abdelaziz al rango de general, nombrándole Jefe del Estado Mayor personal de la Presidencia. En febrero de 2008 fue enviado en embajada extraordinaria ante el rey de Marruecos, Mohammed VI y también fue el comandante de las fuerzas que se encargaron de detener a los miembros de Al Qaeda del Magreb Islámico que habían asesinado a varios turistas franceses en diciembre de 2007.
No obstante, siguió manteniendo habituales contactos con el anterior líder golpista, Ely Ould Mohamed Vall, quien se mantenía ya retirado de la vida pública. Así, desde mayo de 2008, las relaciones con el presidente fueron tensándose y en junio se hablaba de un posible golpe de Estado con el apoyo de un nutrido grupo de parlamentarios. La situación coincidió con la presentación de una moción de censura al primer ministro que se vio forzado a dimitir y formó nuevo gobierno con la exclusión de algunas formaciones políticas, entre otras de la Alianza Popular Progresista, cuyo líder, Messaoud Ould Boulkheir, era persona próxima a Abdelaziz.
Así, tras presentarse el 4 de agosto la renuncia de 48 diputados y senadores a sus cargos como crítica al gobierno de Yahya Ould Ahmed El Waghef y temiendo un golpe de Estado, el presidente Abdallahi destituyó a primera hora de la mañana del 6 de agosto a Mohamed Uld Abdelaziz y a toda la cúpula militar, pero pocas horas después, fuerzas lideradas por Abdelaziz y los jefes de Estado Mayor tomaron el palacio presidencial y arrestaron al presidente, al primer ministro y al ministro del interior, consumando un golpe de Estado en el que Abdelaziz fue nombrado presidente del Alto Consejo de Estado (nombre adoptado por la Junta Militar), aunque es el Consejo, como órgano colegiado, el que ejerce las funciones de la Presidencia de la República.
En la madrugada del 31 de agosto al 1 de septiembre, decretó la formación de un nuevo gobierno compuesto por 28 miembros, 22 de ellos ministros, a pesar de la fuerte oposición internacional y la condena del Consejo de Seguridad de Naciones Unidas. Sólo cuatro (los ministros de Justicia, Defensa, Hacienda y Asuntos Económicos) formaban parte del anterior gabinete.

### Elecciones presidenciales de 2009
El gobierno de facto del general Uld Abdelaziz prometió que celebraría una elección libre y justa para Presidente el 6 de junio de 2009. El 5 de febrero de 2009, la prensa estatal informó que el general se presentaría como candidato a la presidencia en esa elección.
En la elección presidencial llevada a cabo el 18 de julio de 2009 Uld Abdelaziz resultó elegido en primera ronda con una mayoría del 52,58% de los votos. Asumió el cargo el 5 de agosto de 2009. Fue presidente hasta 2019.

### Investigado por corrupción
En agosto de 2020 permaneció detenido durante una semana y fue liberado sin pasaporte al ser investigado por corrupción y malversación de fondos públicos durante los once años que estuvo en el poder.
El 22 de junio de 2021 fue detenido de nuevo tras ser inculpado el 12 de marzo de delitos de corrupción, malversación de medios públicos y blanqueo de capitales, acusaciones que negó.
En octubre de 2023, el fiscal solicitó 20 años de prisión con confiscación de los bienes de Mohamed Ould Abdel Aziz.
El 25 de febrero de 2025, el Fiscal General solicitó en apelación 20 años de prisión contra Mohamed Ould Abdel Aziz, acusado de malversación de fondos públicos y enriquecimiento ilícito durante su mandato.